# Pawło Tyczyna
Pawło Hryhorowycz Tyczyna, ukr. Павло Григорович Тичина (ur. 11 stycznia?/23 stycznia 1891 we wsi Piski w guberni czernihowskiej, zm. 16 września 1967 w Kijowie) – jeden z najwybitniejszych ukraińskich poetów XX w., tłumacz, publicysta, działacz polityczny, dyrektor Instytutu Literatury Akademii Nauk USRR (1936–1939, 1941–1943), przewodniczący Rady Najwyższej USRR (1953–1959, dwie kadencje), minister edukacji USRR (1943–1948).

## Życiorys
Urodził się we wsi Pisky w guberni czernihowskiej w wielodzietnej rodzinie wiejskiego diaka. Uczył się w czernihowskiej bursie (1900–1907), następnie w seminarium duchownym (1907–1913). Studiów wyższych w Kijowie nie ukończył z powodu burzliwych wydarzeń lat 1917–1920. Jako poeta dojrzewał pod okiem Mychajła Kociubynskiego, Wołodomyra Samijlenki, Wasyla Ellańskiego (Błakytnego), Mychajły Żuka. Równocześnie pracował w pierwszej ukraińśkiej gazecie codziennej „Rada” (od 1917 – „Nowa Rada”). W 1923 przeniósł się do ówczesnej stolicy Ukraińskiej SRR – Charkowa, gdzie pracował w redakcji miesięcznika „Czerwony szliach”, brał aktywny udział w literackim życiu miasta. Razem z Mykołą Chwylowym oraz innymi pisarzami został współtwórcą literacko-artystycznych organizacji: Hart i WAPLITE, za przynależność do których był ostro krytykowany. Pracował również dla czasopisma „Mystectwo”, dla państwowego wydawnictwa „Wsewydat”, kierował sekcją literacką w Kijowskim Teatrze im. T.H. Szewczenki.
Pierwsze wiersze Tyczyny powstały pod wpływem Ołeksandra Ołesia i Mykoły Woronego (Synie nebo zakrylos’a z 1908, Wy znajete, jak łypa szelestyt’  z 1912 – pierwszy wydany utwór). Już w debiutanckim tomiku poezji Soniaszni kliarnety (1918, wydany faktycznie 1919) stworzył swój własny poetycki styl tzw. „klarnetyzm”, wypracował swoistą ukraińską wersję symbolizmu. Kolejne zbiorki poezji to: Zamist’ sonetiw i oktaw (1920), W kosmicznomu orkestri (1921), Pluh (1920), Witer z Ukrajiny (1924). W wierszach organicznie spajał elementy dwóch światowych prądów literackich: baroku i symbolizmu. Utwory Tyczyny cechuje: nowatorska składnia, gra antytez i paraboli, asyndetoniczna budowa języka.
Po zakończeniu „polityki ukrainizacji” w USRR i narastaniu politycznych i policyjnych represji epoki stalinizmu u poety nastąpił kryzys twórczości. Kolejne tomiki poezji były wymownym świadectwem podporządkowania się sowieckiemu reżimowi i komunistycznej propagandzie partyjnej. Zbiorki: Czernihiw (1931), Partija wede (1934), Czutt’a jedynoji rodyny (1938), Pisnia molodosti (1938), Stal’ i niżnist’ (1941), My idemo na bij (1941), Peremahat’ i żyt’! (1942), Tebe my znyszczym – czort z toboju (1942), Den' nastane (1943), Żywy, żywy, krasujs’a! (1949), I rosty, i dijaty (1949), Mohutnist’ nam dana (1953), Na Perejaslawskij Radi (1954), My swidomist’ ljudstwa (1957), Drużboju my zdrużeni (1958), Do molodi mij czystyj holos (1959), Bat’kiwszczyni mohutnij (1960), Zrostaj, preczudowyj swite (1960), Komunizmu dali wydni (1961), Topoli arfy hnut’ (1963), Wirszi (1961) i in. nie posiadały już tak znaczącej wartości artystycznej, ani różnorodności formy.
Jego twórczość obejmuje także: dzieło jego życia – niedokończony, pisany ponad 20 lat poemat-symfonię (wierszowana tragedia) Skoworoda (roboczy tytuł Szliachy żytt’a, wydany pośmiertnie), około 15 obszernych poematów (w większości niedokończonych), przekłady (głównie twórców rosyjskich, gruzińskich i in.), publicystykę i eseistykę literaturoznawczą – książki: Mahistraliamy żytt’a, W armiji welykoho strateha, pośmiertnie wydane Z mynuloho – w majbutnie i Czytaju, dumaju, notuju, liczne wspomnienia zebrane i wydane pośmiertnie (Ze szczodennykowych zapysiw, 1981).
Niektóre przekłady poezji na język polski: Pawło Tyczyna – Poezje (wyb. i wstęp, Florian Nieuważny, 1969), Antologia poezji ukraińskiej (red. Florian Nieuważny i Jerzy Pleśniarowicz, 1976), A ja do gaju chodziłam. Wiersze dla dzieci w wieku przedszkolnym (1985); jego poezje tłumaczyli m.in. Józef Czechowicz, Julian Przyboś, Adam Ważyk, Mieczysław Jastrun, Lucjan Szenwald, Włodzimierz Słobodnik, Jerzy Pleśniarowicz, Florian Nieuważny, Aleksander Baumgardten, Jerzy Litwiniuk, Julian Wołoszynowski, Leszek Engelking i Tadeusz Hollender.

## Odznaczenia i nagrody
- Medal Sierp i Młot Bohatera Pracy Socjalistycznej (23 lutego 1967)
- Order Lenina (pięciokrotnie, 31 stycznia 1939, 23 stycznia 1948, 26 stycznia 1951, 24 listopada 1960 i 23 lutego 1967)
- Order Czerwonego Sztandaru Pracy (dwukrotnie, 27 stycznia 1941 i 1 października 1944)
- Nagroda Stalinowska I stopnia (1941)